# 松下萌子
松下 萌子（まつした もえこ、1982年12月19日 - ）は日本の女優、歌手、芸術家。兵庫県神戸市垂水区出身。オスカープロモーション所属。レコードレーベルはavex trax。

## 人物
1997年8月21日、第7回全日本国民的美少女コンテストでマルチメディア賞受賞。3年余りのレッスンを経て、高校卒業後、2001年にシングル『夏色』で歌手デビュー。4枚目のシングル『卒業』は斉藤由貴のデビューシングルの、5枚目のシングル『雨』は森高千里の10枚目のシングルのカヴァーということで話題になった。
2003年10月10日から放送された『ヤンキー母校に帰る』で女優デビュー。同年11月27日に発売されたファースト写真集『MOECO』では最初で最後の水着姿を披露した。
歌手としてはライヴを中心に活動している。女優としては2004年9月27日から放送された『愛のソレア』で下着姿を披露したが、肌の露出は少なかった。
2005年6月25日には東京都中野区の映画館・ポレポレ東中野で公開された『誰が心にも龍は眠る』で映画デビューし、2006年7月22日から7月30日まで東京・日本橋の三越劇場で公演される『眠れる森の美女』で舞台デビューする等、活動の場を広げている。
芸能活動の傍らファッションブランド『Some Moan Love』のデザインも手がけていたこともある。
好きなスポーツは水泳とバレーボール。
美術家として、Moeco名義で活動をしており、2011年に趣味で始めたチョークアートの技術を磨くため、2012年からニューヨークに留学。それの個展を開催したほか、数多くのアーティストとコラボした作品（舞台ポスター、ドラマのセット、店舗装飾他）も多数あり、第一人者として知られている。中でも2019年開催の個展では、Amazing JIRO、杉田陽平、橋本マナミらとコラボした作品を発表したほか、世界的な著名俳優をモデルにした作品も多数発表している。

## 音楽

### シングル
1. 夏色（2001年6月13日）
  1. 夏色[5:05]
作詞：田辺智沙 作曲：bice 編曲：有賀啓雄
    - 「フジテレビビジュアルクイーン・オブ・ザ・イヤー2001」イメージソング/オタフクソース「オタフク焼そばソース」CMソング

  2. A Place In The Sun[4:57]
作詞：久世まりあ 作曲：松原憲 編曲：鈴木俊介
  3. 夏色 (Instrumental)[5:05]
  4. A Place In The Sun (Instrumental)[7:27]
  5. (エンハンスド)プロモーション・ビデオ ダイジェスト
2. 雨あがり（2001年8月29日）オリコン50位
  1. 雨あがり[4:59]
作詞：田辺智沙 作曲：原一博 編曲：小西貴雄
    - TX系アニメ「機動天使エンジェリックレイヤー」エンディングテーマ

  2. Sunflower[3:54]
作詞：田辺智沙 作曲：林哲司 編曲：小西貴雄
  3. 雨あがり (Instrumental)[4:59]
  4. Sunflower (Instrumental)[3:51]
3. HELLO（2001年11月21日）オリコン90位
  1. HELLO[4:20]
作詞：中山加奈子・岸谷香 作曲：岸谷香 編曲：小西貴雄
    - TBS系「NBAまにあ」エンディングテーマ

  2. BREAK THROUGH[4:22]
BREAK THROUGH 作詞・作曲：障子久美 編曲：小西貴雄
  3. HELLO ＜Instrumental＞[4:21]
  4. BREAK THROUGH ＜Instrumental＞[4:19]
4. 卒業（2002年2月14日）オリコン43位
  1. 卒業[4:47]
作詞：松本隆 作曲：筒美京平 編曲：小西貴雄
    - TBS系「NBAまにあ」エンディングテーマ

  2. still…[4:52]
作詞：moeco 作曲・編曲：bice ストリングスアレンジ：木田俊介
  3. 卒業 ＜Instrumental＞[4:48]
  4. still… ＜Instrumental＞[4:50]
5. 雨（2003年1月8日）オリコン50位
  1. 雨[4:36]
作詞：森高千里 作曲：松浦誠二 編曲：岩戸崇
    - NTV系「TVおじゃマンボウ」エンディングテーマ/IAT「gorikinn」エンディングテーマ

  2. Summer Breeze[4:33]
作詞：川村サイコ 作曲：TSUKASA 編曲：上杉洋史
    - TX系アニメ「Totally Spies」エンディングテーマ

  3. ド・キ・ド・キ 〜自転車に乗って〜[4:10]
    - 集英社「Seventeen」CMソング

作詞：moeco 作曲・編曲：黒沢秀樹
  4. 雨 (instrumental)[4:36]
  5. Summer Breeze (instrumental)[4:33]
  6. ド・キ・ド・キ 〜自転車に乗って〜 (instrumental)[4:07]

### DVD
- Moeco TV（2002年3月13日）

## 出演

### テレビ
- NBAまにあ（2001年10月-2002年7月、TBS） - メインパーソナリティレギュラー
- BEAT BOX!!（2002年1月 - 3月、TOKYO MX） - 月・水レギュラー
- 白の美術館（2019年1月23日、30日、テレビ朝日、2月4日、BS朝日）- チョークアーティストとしての活動を紹介。

### テレビドラマ
- ヤンキー母校に帰る（2003年10月-12月、TBS） - 手塚真弓役
- 美少女戦士セーラームーン（実写 2004年、CBC） - 日下陽菜役 ゲスト出演
- 愛のソレア（2004年9月-12月、東海テレビ） - 田所凛子役 出演は10月21日まで
- 産隆大學應援團（2005年2月16日、フジテレビ・ディビジョン1） - 笹本純子役
- 湯けむりウォーズ〜女将になります〜 第13話と第31話、第35話（2005年4月19日、5月16日、TBS） - 川村直子役
- 佐藤4姉妹 全4話（2005年5月、BS-i） - 西川典子役
- 12の星座の物語 4月・牡牛座（2006年4月、西日本放送） - 主演
- 土曜ワイド劇場 山村美紗サスペンス 花の艶殺人事件（2006年4月8日、テレビ朝日） - 祇園のホステス役
- 水曜ミステリー9 新米事件記者・三咲2（2006年5月17日、テレビ東京） - 青木リナ役
- 弁護士のくず 第6話（2006年5月18日、TBS） - 水原理沙役
- アンナさんのおまめ 第8話（2006年12月1日、テレビ朝日） - 宝部さやか役
- 僕と彼女の間の北緯38度線（2007年3月31日、関西テレビ） - 崔花未役
- 学問ノススメ（2007年4月-6月、朝日放送 土曜ナイトドラマ） - 五十嵐玲子役
- 相棒 season6 第6話（2007年11月28日、テレビ朝日）
- 安宅家の人々 第17話より出演（2008年1月-、東海テレビ） - 池田マリ役
- ホームドラマチャンネル 放送開始10周年記念番組 虹への手紙 第6話（2008年8月、衛星劇場）
- 福岡恋愛白書4 ふたつのLove Story「3つの約束」（2009年2月13日、九州朝日放送）
- 緑川警部VS86人の容疑者（2009年6月22日、TBS 月曜ゴールデン） - 兵頭久美役
- 水戸黄門第40部第19話「恋しい父は悪の手先!?・島田」（2009年12月14日、TBS） - おきみ役
- 逆送致 東京地検検事・山来伝次郎（2010年5月8日、フジテレビ） - 東山瞳役 収録は2006年春
- 明日もまた生きていこう（2010年10月25日、TBS） - 戸川千春役
- 水曜ミステリー9 不倫調査員・片山由美12 黒の環状線（2012年8月29日、テレビ東京） - ホステス役

### 映画
- 誰が心にも龍は眠る（2005年6月25日公開、脚本／監督・堀江慶） - 相澤知恵役
- 嫌われ松子の一生（2006年6月公開、原作・山田宗樹、脚本／監督・中島哲也） - 小野寺の女役
- 真夜中の少女たち〜＜第1話 シブヤドロップス＞（2006年8月公開） - トモコ役
- ライアーゲーム -再生-（2012年3月3日公開）

### セルビデオ
- 大強盗 〜ギャングな奴ら〜 完結編 （2010年2月19日）
- 「凶＜まがまがし＞1：呪女」（2012年5月2日）

### ミュージックビデオ
- 中田裕二 シルエット・ロマンス 『SONG COMPOSITE』収録曲（2014年6月6日公開）

### 舞台
- 眠れる森の美女（三越劇場での公演は2006年7月22日 - 7月30日、地方公演は2006年8月5日 - 9月18日、2007年7月26日 - 9月27日、2010年11月27日） - ヒロインの王女 役
- クロスセンス（ル・テアトル銀座 2007年1月27日、1月28日） - 夏美 役
- 「茂造」〜閉ざされた過去〜（京橋花月 2009年2月4日 - 2月21日、アンコール公演は2009年11月2日） - かよ 役
- TOKYOWAY NEWSICAL【トーキョーウェイ・ニュージカル】“7@dash II”〜業務連絡! 主演女優が居なくなりました〜（ザ・ポケット 2009年4月1日 - 4月5日） - 知恵 役
- 源氏物語×大黒摩季songs〜ボクは、十二単に恋をする〜（天王洲 銀河劇場 2010年10月27日 - 11月6日） - 朝顔 役
- ムーンナイト ドリンカー48 （池袋シアターグリーン BOX in BOX THEATER 2011/03/16 - 2011/03/21） - 聖羅 役
- オーカッサンとニコレット（笹塚ファクトリー 2011年4月20日 - 4月24日） - ニコレット 役
- 4つの駒 （青山円形劇場 2011年9月3日 - 9月8日） - 加奈目深雪 役
- 人魚姫（三越劇場での公演は2012年7月21日 - 7月29日、地方公演は2012年8月6日 - 9月29日、2013年2月25日、7月20日 - 9月1日） - ヒロインの人魚姫マリーナ 役
- まほろばかなた（天王洲 銀河劇場 2014年4月3日 - 4月13日） - 幾松 役
- 屋根の上の魔女（新宿紀伊國屋ホール 2015年3月4日 - 3月8日） - 主役 児島碧 役
- シンデレラ（地方公演 2015年7月4日 - 9月27日、11月19日） - シンデレラ 役
- 黒鯛版 笑うシェイクスピア！恋の骨折り損 （池袋シアターグリーン BOX in BOX THEATER 2017/10/18 - 2017/10/22） - 小出芽衣 役

### ラジオ
- TBSラジオ『RIDE ON MUSIC内"NEXT TRACKS・MOECO club"』レギュラー（2001年7月-9月）
- 全国7局ネット『松下萌子のもえっCOクラブ』（2001年10月-2003年3月）
- TFM・JFN系全国33局ネット ラジオ黄金時代・しんドルパーラー内 『松下萌子のパイン・アラモード』（2002年1月-6月）
- CSデジタル音楽放送『松下萌子・根食真実のJ's JOURNAL』（2005年4月-2006年9月 J-WAVE製作だが、原則としてJ-WAVEでは聞けず、USENやJ-WAVEの放送をネットしている一部のコミュニティ放送局で聴くことができた。根食真実とパーソナリティを務めた）
- 地元神戸の放送局ラジオ関西の2006年7月リスナーズウィークのキャンペーン隊長でもある。
- J-WAVE『J-WAVE TOKYO MORNING RADIO』MORNING INSIGHTゲスト出演（2017年10月31日)
- さくらラジオ（全米インターネットラジオ）かわら版USAゲスト出演（2018年8月8日）
- ShibuyaCross-FM『バズラジ』ゲスト出演（2019年1月17日）

### CM・広告
- オタフク焼きそばソース（2001年7月）
- 長沼静きもの学院 イメージキャラクター（2003年1月）
- みたままつり イメージキャラクター（2003年7月）

## 書籍・雑誌

### 写真集
- MoEco（2003年11月27日、ワニブックス、撮影：木村晴）ISBN 978-4847027840

### 雑誌
- MUSIQ?（アウト・オブ・ミュージック）連載コラム『moeco to you』（vol.1 - vol.6まで連載、『MUSIQ?』に付いているDVDのMCもvol.1 - vol.6まで務めていた。なおコラムのみvol.10より再開）
- 美ST 6月号（2021年4月16日）

## Web
- frag Lab スペシャルインタビュー「今、かぐわしき人々」第31回（2018年10月）